# Aguilera (álbum)
Aguilera (estilizado en mayúsculas) es el noveno álbum de estudio y segundo álbum en español de la cantante y compositora estadounidense Christina Aguilera. Fue lanzado el 31 de mayo de 2022 por Sony Music Latin. El álbum se comercializó como un álbum trilogía, dividido en tres extended plays (EP) lanzados por separado, con cada parte centrada en un tema específico propio. La primera parte, La fuerza (EP), se publicó el 21 de enero de 2022. Le siguió la segunda parte, La Tormenta, el 30 de mayo de 2022. La tercera y última parte del álbum La Luz se lanzó el 30 de septiembre de 2022.
En su lanzamiento original, el álbum se publicó como un álbum doble que incluía tanto La Fuerza como La Tormenta como discos separados. Aguilera es la continuación del octavo álbum de estudio de Aguilera Liberation (2018), y su primer álbum en español en 22 años desde que Mi reflejo fue lanzado como su segundo álbum de estudio en 2000. Para promocionar el álbum, Aguilera realizó varias apariciones televisivas y actuaciones. Del mismo modo, realizó una serie de conciertos en apoyo del álbum en Europa durante el verano y consiguió 7 nominaciones a los Latin Grammys, de los cuales ganó 1.

## Antecedentes y producción
Tras el lanzamiento de Liberation (2018), Aguilera comenzó a expresar su interés en lanzar otro álbum en español. Mientras promocionaba su residencia, "The Xperience", en Watch What Happens Live with Andy Cohen, durante un segmento de preguntas y respuestas, reveló que una continuación de Mi Reflejo "ha estado en mi lista de tareas desde siempre".
Tras la cancelación de la última etapa de The Xperience debido a la actual pandemia de COVID-19 bloqueo, Aguilera se centró en su música. Inspirada por su herencia ecuatoriana, decidió crear finalmente la continuación de Mi Reflejo, dedicándola a sus raíces latinoamericanas, mientras trabajaba simultáneamente en un álbum en inglés. La producción del álbum comenzó en marzo de 2021. Aguilera se trasladó a Miami, Florida durante un mes, participando en un campamento de escritura COVID-safe con Sony Latin. Colaboró con varios productores como Federico Vindver, Jean Rodríguez, Rafa Arcaute, Édgar Barrera, Feid, Andrés Torres, DallasK y más.
Durante la producción, Aguilera concibió la idea de un álbum de varias partes. Pensó en que tiene fama de tardar "mucho tiempo entre disco y disco" y decidió combatirlo evitando el típico proceso de lanzamiento de un álbum, y lanzarlo en piezas separadas, que juntas formarían su noveno álbum de estudio. Se crearon tres conceptos para cada parte: fuerza y empoderamiento, vulnerabilidad y curación. La idea era lanzarlas en "incrementos de seis canciones" a lo largo de 2022 hasta que el álbum estuviera completamente editado. La producción del álbum finalizó en abril de 2021.

## Música
Aguilera es esencialmente un álbum de música latina. Está muy influenciado por el dance-pop, pop latino, cumbia y reggaeton. El álbum contiene además guaracha, como el sencillo principal "Pa Mis Muchachas", urbano, baladas en piano, como "Somos Nada", y rancheras, como "La Reina" y "Cuando Me Dé La Gana".

## Lanzamiento y promoción
Hacia el final de la grabación del álbum, Aguilera apareció en la portada de la revista Health. En la entrevista, reveló que trabajar en la nueva música la había hecho "enamorarse de [ella] de nuevo". Cuando se le preguntó por un nuevo álbum dijo:
"Estoy a meses de distancia de que se anuncie algo. Estoy trabajando simultáneamente en mi disco en inglés y en la continuación de mi álbum debut en español, con unos 20 años de retraso. Soy una perfeccionista y quiero dar lo mejor de mí, sobre todo por el examen de conciencia que he hecho en el último año y la nueva perspectiva que tengo".
El 4 de octubre de 2021, la página web de Aguilera mostraba un texto blanco en una pantalla negra que decía "Redescubriendo raices. Nos vemos pronto!". El 18 de octubre de 2021, Aguilera publicó un vídeo de presentación en sus cuentas de redes sociales. ¡El vídeo mostraba a dos mujeres caminando de espaldas, mientras una guitarra acústica sonaba de fondo. La canción se reveló más tarde como el sencillo principal del álbum, titulado Pa Mis Muchachas. La canción contó con la colaboración de Becky G, Nicki Nicole y Nathy Peluso. "Pa Mis Muchachas" fue también el sencillo principal de la primera parte del álbum, titulado La Fuerza, que saldría a la venta el 21 de enero de 2022. La Fuerza también incluía los sencillos "Somos Nada" y "Santo" con Ozuna.
Para promocionar La Fuerza, Aguilera interpretó un popurrí de "Somos Nada" y "Pa Mis Muchachas" junto a Becky G, Nicole y Peluso en la 22ª edición de los Grammy Latinos el 18 de noviembre de 2021. El 7 de diciembre de 2021 interpretó un popurrí de sus éxitos para aceptar el primer premio "Icono de la Música" en los People's Choice Awards.
El 23 de mayo de 2022, Aguilera anunció que la segunda parte del álbum se titularía La Tormenta y que estaba disponible para pre-guardar junto al sencillo Suéltame, una colaboración con la cantante argentina Tini. El 26 de mayo, Aguilera anunció en su Instagram que pospondría el lanzamiento de La Tormenta por respeto al Tiroteo en la Escuela Primaria Robb en Uvalde, Texas escribiendo "Pospondré el lanzamiento de mi nueva música mientras lloramos con la comunidad de Uvalde. Mi corazón se rompe por las familias y los seres queridos de los niños y educadores afectados por esta tragedia. Insto a nuestros líderes a que hagan cambios inmediatos en las leyes sobre el control de armas". La Tormenta fue lanzada el 30 de mayo de 2022 con cinco nuevas canciones.
El 31 de mayo de 2022, reveló el título y la portada del álbum completo; Aguilera contiene canciones de los EP La Fuerza, La Tormenta, y una nueva versión a dúo de "Cuando Me Dé La Gana" con el cantante mexicano Christian Nodal. La parte final de la trilogía de EPs se llamará La Luz. Todavía no se sabe si Aguilera se reeditará con canciones de La Luz o si esas canciones se añadirán al listado de canciones en una fecha posterior.

## Serie de conciertos
EU/UK Summer Series es una serie de conciertos  de la cantante estadounidense Christina Aguilera en apoyo a su octavo álbum de estudio Aguilera (2022), con el cual volvía a cantar en español tras 20 años. Enmarcó el regreso de la cantante a los escenarios españoles tras dos décadas del Stripped World Tour (2003). Realizando conciertos en diferentes festivales musicales europeos, la cantante visitó España, Mónaco y el Reino Unido con conciertos propios en arenas y auditorios británicos.
Repertorio
1. "Dirrty"
2. "Can't Hold Us Down"
3. "Bionic"
4. "Vanity"
5. "Genie in a Bottle"
6. "What a Girl Wants"
7. "Ya llegué"
8. "Santo"
9. "Sueltame"
10. "Como yo"
11. "Pa' mis muchachas"
12. "Feel This Moment"
13. "Ain't No Other Man"
14. "Candyman"
15. "Moves Like Jagger"
16. "Say Something"
17. "Show Me How You Burlesque"
18. "Express"
19. "Lady Marmalade"
20. "Beautiful"
21. "Fighter"
22. "Let There Be Love"

Este repertorio es del concierto dado en Liverpool.
| Festivales |
| --- |
| Este repertorio es del concierto dado en Gerona, dentro del festival de Cap Roig, el día 23 de julio de 2022. No representa a todas las canciones interpretadas durante la gira. 1. "Dirrty" 2. "Can't Hold Us Down" 3. "Bionic" 4. "Genie in a Bottle" 5. "What a Girl Wants" 6. "Ain't No Other Man" 7. "Lady Marmalade" 8. "Ya llegué" (Interlude) 9. "Santo" 10. "Sueltame" 11. "Pa' mis muchachas" 12. "Feel This Moment" 13. "Say Something" 14. "Fighter" 15. "Let There Be Love" 16. "Beautiful" |

Fechas
| Fecha               | Ciudad            | País              | Recinto            | Festival                       |
| América del Norte   | América del Norte | América del Norte | América del Norte  | América del Norte              |
| ------------------- | ----------------- | ----------------- | ------------------ | ------------------------------ |
| 11 de junio de 2022 | Los Ángeles       | Estados Unidos    | Historic Park      | L.A. Pride                     |
| Europa              |                   |                   |                    |                                |
| 25 de junio de 2022 | Calviá            | España            | Antiguo Aquapark   | Mallorca Live Festival         |
| 23 de julio de 2022 | Gerona            | España            | Jardín Botánico    | Cap Roig Festival              |
| 25 de julio de 2022 | Marbella          | España            | Auditorio Marbella | Starlite Festival              |
| 29 de julio de 2022 | Montecarlo        | Mónaco            | Salle des Étoiles  | Montecarlo Festival            |
| 2 de agosto de 2022 | Scarborough       | Reino Unido       | Open Air Theatre   | Concierto propio (no festival) |
| 3 de agosto de 2022 | Liverpool         | Reino Unido       | M&S Bank Arena     | Concierto propio (no festival) |
| 5 de agosto de 2022 | Londres           | Reino Unido       | The O2 Arena       | Concierto propio (no festival) |
| 6 de agosto de 2022 | Brighton          | Reino Unido       | Waterhall Road     | Pride                          |

Conciertos Cancelados
| Fecha               | Ciudad           | Lugar                                                  | Motivo                   |
| ------------------- | ---------------- | ------------------------------------------------------ | ------------------------ |
| 21 de julio de 2022 | Valencia, España | Ciutat de les Arts i les Ciencies (Diversity Festival) | Cancelación del festival |

## Sencillos y vídeos musicales
Aguilera fue apoyado por el lanzamiento de cuatro Sencillos, tres de los cuales fueron presentados en La Fuerza y uno en La Tormenta.
"Pa Mis Muchachas" fue lanzado el 22 de octubre de 2021 como el sencillo líder del álbum. La canción es una colaboración con Becky G, Nicki Nicole y cuenta con la participación de la cantautora argentina Nathy Peluso. Incluida en La Fuerza, la canción está en sintonía con el EP, ya que es líricamente un "himno del girl-power". Fue comparada con la versión de Aguilera de 2001 de "Lady Marmalade" con Mýa, Pink y Lil' Kim por Paige Mastrandrea de Ocean Drive. "Pa Mis Muchachas" debutó y alcanzó el número tres en la lista de Billboard Latin Digital Song Sales en la edición de la lista del 6 de noviembre de 2021 y fue certificada como oro  (latino) por la Recording Industry Association of America.
"Somos Nada" fue lanzado como el segundo sencillo de La Fuerza el 18 de noviembre de 2021 para coincidir con su actuación en los 22º Premios Grammy Latinos, donde interpretó tanto "Somos Nada" como "Pa Mis Muchachas" junto a Becky G, Nicole y Peluso.
Los vídeos musicales se grabaron simultáneamente en Los Ángeles y se lanzaron con sus respectivos sencillos. Fueron dirigidas por Alexandre Moors y cuentan una historia continua, con "Somos Nada" sirviendo de precuela a "Pa Mis Muchachas".
"Santo" fue lanzado como tercer sencillo del álbum el 20 de enero de 2022, un día antes del lanzamiento de La Fuerza. "Santo" es una colaboración con Ozuna, y fue lanzada junto a su video musical. Es el último sencillo oficial que aparece en La Fuerza.
"Suéltame" con TINI fue lanzado el 30 de mayo de 2022 como el cuarto sencillo de Aguilera y el principal de La Tormenta. Se lanzó simultáneamente con su EP matriz y un día antes de Aguilera. Se espera el lanzamiento de un video musical.
Aunque no es un sencillo confirmado, el 6 de mayo de 2022 se estrenó el vídeo musical de "La Reina", el último tema de La Fuerza.
A finales de septiembre de 2022, durante la participación de la Billboard Latin Music Week en Miami con motivo de los Premios Billboard de la Música Latina, donde Aguilera iba a ser homenajeada con un galardón y una presentación musical de "La Reina", se le dieron discos de platino por las ventas en los Estados Unidos por los dos sencillos del álbum, "Pa Mis Muchachas” y “Santo".

## Recepción
El álbum fue elogiado por la crítica debido a la interpretación vocal de Christina y su capacidad para fusionar diferentes géneros musicales latinoamericanos. En su crítica para Latina, Lucas Villa alabó el álbum, afirmando que "Xtina lo da todo en este disco que rinde homenaje a sus raíces latinas". Aplaudió especialmente la canción "Cuando me dé la gana", grabada con el "crooner mexicano" Christian Nodal, señalando que "Aguilera vuelve a sonar increíble mientras aborda el género ranchero con su poderosa voz". El escritor de BroadwayWorld, Michael Major, dijo que Aguilera "honraba sus raíces latinas de la mejor manera posible" y elogió la capacidad del álbum para rendir tributo a la música latina "sin perder esa esencia que la ha convertido en una de las artistas más importantes y respetadas de su generación". Neil Z. Yeung de AllMusic le dio a Aguilera una calificación de cuatro de cinco estrellas, calificó el álbum como "un estallido refrescante de arte y corazón de la voz más fuerte de la generación Y2K" y lo aclamó como "una de las declaraciones más fuertes" para Aguilera desde sus primeros años. trabajar. Una reseña de Pollstar calificó el álbum como un "regreso triunfal al mercado latino", y agregó que Aguilera había "demostrado que su poderosa destreza vocal no se limita a un idioma". En el artículo oficial para el sitio web de los premios Grammys, Bianca Gracie elogió la interpretación vocal de Aguilera en el álbum como "más segura que nunca mientras celebraba su rica herencia".

### Nominaciones
En la 23ª Entrega Anual de los Premios Grammy Latinos, el álbum fue nominado a Álbum del Año y ganó el premio a Mejor Álbum Vocal Pop Tradicional, mientras que "Pa Mis Muchachas" recibió nominaciones a Grabación y Canción del Año, y fue nominado junto a "Santo " a la Mejor Fusión Urbana/Performance. La versión a dúo de "Cuando Me Dé la Gana" con Christian Nodal fue nominada en la categoría Mejor Canción Regional Mexicana. Aguilera también recibió dos nominaciones a los premios Grammy por Mejor Álbum Pop Latino y Mejor Álbum de Audio Inmersivo en la 65.ª Entrega Anual de los Premios Grammy, que Entertainment Tonight señaló como "un momento importante en la música latina" para Aguilera.

## Rendimiento comercial
El álbum alcanzó el número 16 en la lista Billboard US Álbumes Pop Latinos chart y en el número 70 de la German's Digital Albums.

## Lista de canciones
Créditos adaptados de Muso.Ai credits.

| N.º   | Título                                                        | Productor(es)  | Duración |  |
| 1.    | «Ya Llegué»                                                   | JonTheProducer | 3:03     |  |
| 2.    | «Pa Mis Muchachas» (con Becky G, Nicki Nicole & Nathy Peluso) | Arcaute        | 3:36     |  |
| 3.    | «Somos nada»                                                  | Arcaute        | 3:01     |  |
| 4.    | «Santo» (con Ozuna)                                           | DallasK        | 3:03     |  |
| 5.    | «Como Yo»                                                     | Arcaute        | 2:46     |  |
| 6.    | «La Reina»                                                    | Arcaute        | 3:48     |  |
| 7.    | «Suéltame» (con Tini)                                         | Torres         | 2:53     |  |
| 8.    | «Brujería»                                                    | Vindver        | 2:45     |  |
| 9.    | «Traguito»                                                    | Clay           | 3:11     |  |
| 10.   | «Cuando Me Dé la Gana»                                        | Vindver        | 3:26     |  |
| 11.   | «Te Deseo lo Mejor»                                           | Vindver        | 2:36     |  |
| 12.   | «Cuando Me Dé la Gana» (con Christian Nodal)                  | Vindver        | 3:26     |  |
| 13.   | «Intro (La Luz)»                                              | Vindver        | 0:40     |  |
| 14.   | «No Es Que Te Extrañe»                                        | Vindver        | 4:43     |  |
| 43:03 |                                                               |                |          |  |

## Personal y créditos

### Músicos
- Christina Aguilera - voz
- Rafa Arcaute - productor, arreglos, teclados, programación (todos los temas); percusión (2)
- Édgar Barrera - productor (11), teclados (11), programador (11)
- Luis Barrera Jr. - productor (11), teclados (11), programador (11)
- Luigi Castillo - coros (6)
- Santiago Castillo - coros (6)
- Jorge Luis Chacín - coros (2, 10, 12)
- Andy Clay - productor (9), teclados (9), programador (9)
- Kat Dahlia - coros (2, 10, 12)
- DallasK - arreglos, teclados, programación (4)
- Feid - productor (8), teclados (8), programador (8)
- Roland Gajate - percusión (14)
- Yoel Henríquez - coros (2, 10, 12)
- Honeyboos (Daniel Rondón y Rafael Rodríguez) - productor (9)
- JonTheProducer - arreglos, teclados, programación (1)
- Juan Diego Linares - productor (11)
- Yasmil Marrufo - coros (2, 6, 10, 12); bajo, guitarra (6, 14), productor (10, 12), teclados (10, 12), programador (10, 12)
- Christian Nodal - voz principal (12)
- Servando Primera - voz de fondo (6)
- Mauricio Rengifo - productor (7), teclados (7), programador(7)
- Rafael Rodríguez - teclados (9), programador (9)
- Matt Rollings - piano (3)
- Davide Rosi - cuerdas (14)
- Slow - productor (8), teclados (8), programador (8)
- Tini - co-vocalista (7)
- Andrés Torres - productor (7), teclados (7), programador (7)
- Afo Verde - coproductor
- Federico Vindver - arreglos, teclados, programación (todos los temas), percusión (2), productor

### Técnicos
- José Aponte - grabación (4)
- Rafa Arcuate - ingeniero de grabación
- Édgar Barrera - ingeniero de grabación (11)
- Luis Barrera Jr. - ingeniero de grabación (11)
- Rachel Blum - ingeniera asistente (14)
- Ray Charles Brown Jr. - ingeniero de grabación (7-11, 14)
- Andy Clay - ingeniero de grabación (9)
- Morgan David - ingeniero asistente (1, 5)
- Jaycen Joshua - masterización, mezcla
- Juan Diego Linares - ingeniero de grabación (11)
- Yasmil Marrufo - grabación (6, 10)
- Mauricio Rengifo - ingeniero de grabación (7)
- Jacob Richards - ingeniero asistente (14)
- DJ Riggins - ingeniero asistente (14)
- Jean Rodríguez - ingeniero de grabación, productor vocal
- Mike Seaberg - ingeniero de mezclas, ingeniero de masterización
- Slow - ingeniero de grabación (8)
- Andrés Torres - ingeniero de grabación (7)
- Felipe Trujillo - asistencia de ingeniería, ingeniero de grabación (14)
- Federico Vindver - grabación

## Posicionamiento
| Listas (2022–2023)                                      | Posiciones |
| ------------------------------------------------------- | ---------- |
| Francia French Physical Albums (SNEP)                   | 137        |
| Alemania German Digital Albums (Official German Charts) | 70         |
| España (PROMUSICAE)                                     | 69         |
| Estados Unidos US Top Current Album Sales (Billboard)   | 83         |
| Estados Unidos (Latin Pop Albums)                       | 16         |